# Dang Tong
Dang Tong (khmeră ស្រុកដងទង) este un district din Cambodgia.